# Guerra Indo-Paquistanesa de 1971
A Guerra indo-paquistanesa de 1971 foi um grande conflito militar entre a Índia e o Paquistão; a guerra estava estreitamente associada com a Guerra de Independência de Bangladesh (às vezes também referida como Guerra Civil Paquistanesa). Embora haja divergências sobre as datas exatas da guerra, as hostilidades entre a Índia e o Paquistão oficialmente começaram na tarde de 3 de dezembro de 1971. Fontes indianas, bangladeshis e internacionais consideram o início da guerra como sendo a Operação Gengis Khan, em 3 de Dezembro de 1971, um ataque preventivo do Paquistão em 11 bases aéreas indianas que dura apenas 13 dias e é considerado um dos mais curtos das guerras na história.
Durante o curso da guerra, as forças indianas e paquistanesas entraram em confronto nas frentes oriental e ocidental. A guerra efetivamente chegou ao fim após o Comando Oriental das Forças Armadas Paquistanesas assinarem o Termo de Rendição, a primeira e talvez a única rendição pública até à data, em 16 de dezembro de 1971 na sequência da qual o Paquistão Oriental se separou como o Estado independente de Bangladesh. Cerca de 97 368 paquistaneses ocidentais que estavam no leste do Paquistão, no momento da sua independência, incluindo alguns 79 700 soldados do Exército do Paquistão e pessoal paramilitar, e 12 500 civis, foram tomados como prisioneiros de guerra pela Índia.
O conflito armado na frente ocidental na Índia durante o período compreendido entre 3 de dezembro de 1971 e 16 de dezembro de 1971 é chamado de "Guerra indo-paquistanesa" tanto pelo exército da Índia e pelas Forças Armadas de Bangladesh.